# Magury

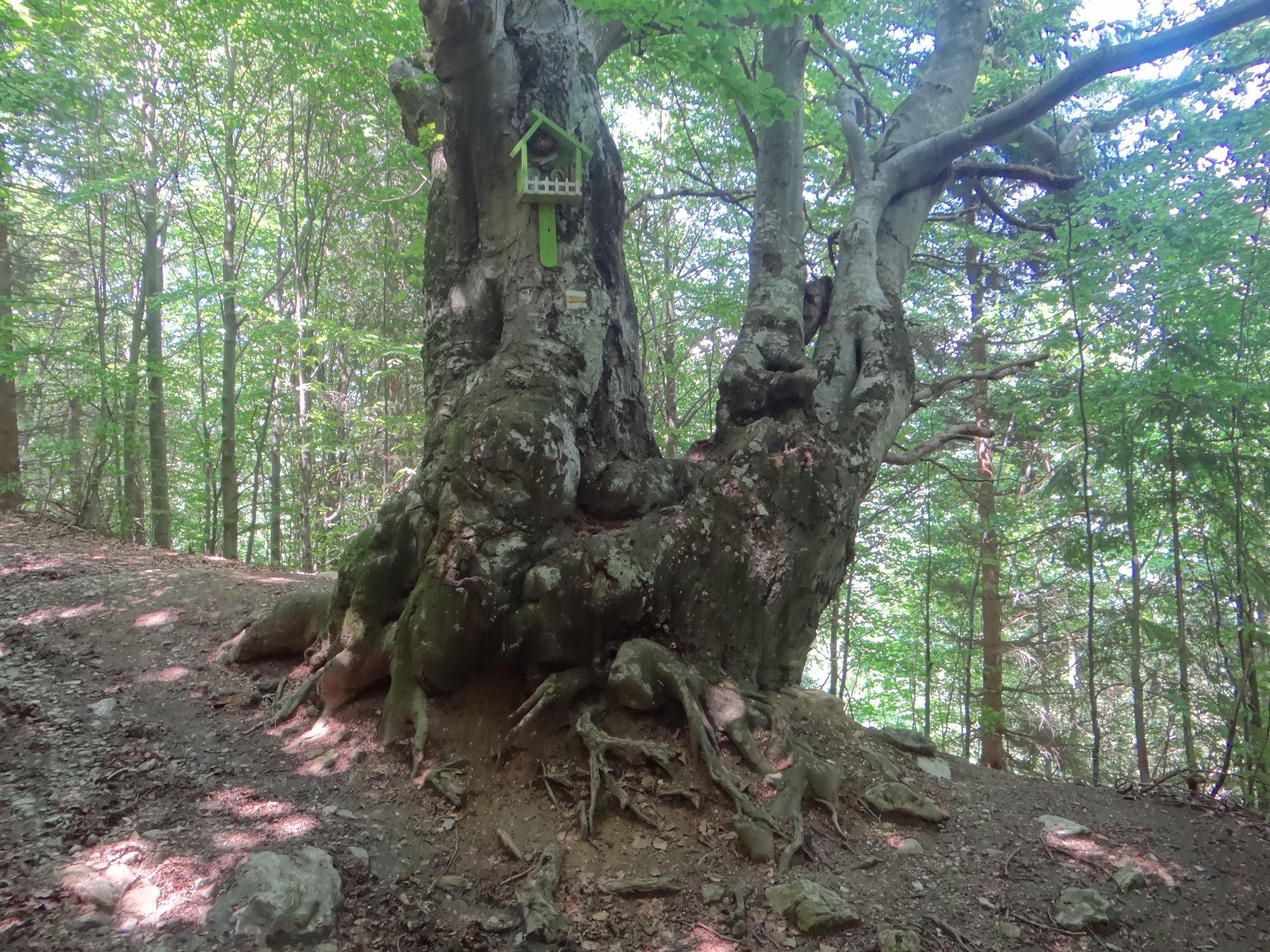
Buk przy żółtym szlaku przez Magury

Magury – grzbiet górski w Wielkiej Fatrze na Słowacji. Opada ze szczytu Ploska w południowo-wschodnim kierunku do Revúckiej doliny (słow. Revúcka dolina) w miejscowości Liptovské Revúce (część Vyšná Revúca). Oddziela dwie doliny będące bocznymi, lewym odgałęzieniami Doliny Rewuckiej:. Po zachodniej stronie jest to Zelená dolina i dolinka jej najniższego lewego dopływu, po wschodniej dolina Pilná. Grzbiet Magury jest częściowo porośnięty lasem, ale dużą część jego powierzchni pokrywają pasterskie hale. Prowadzi nim szlak turystyczny oraz ścieżka edukacyjna Naučný chodnik Čierny kameň. Zamontowano przy niej tablice dydaktyczne.

## Szlaki turystyczne
Wyšná Revuca – Magury – Sedlo Ploskej – Ploská. Suma podejść na Sedlo Ploskej: 700 m, odległość 4,9 km, czas przejścia 2,05 h, ↓ 1,30 h.